# Schizochiton
Schizochiton is een geslacht van keverslakken uit de familie van de Schizochitonidae.

## Soorten
- Schizochiton incisus (G. B. Sowerby II, 1841)
- Schizochiton jousseaumei Dupuis, 1917